# Domingo de Orueta y Duarte
Domingo de Orueta y Duarte (Màlaga, 24 de gener de 1862 - Madrid 16 de gener de 1926) va ser un geòleg i científic espanyol, acadèmic de la Reial Acadèmia de Ciències Exactes, Físiques i Naturals

## Origen
El seu pare estava predestinat en la seva joventut a seguir els negocis familiars a Màlaga, però la seva gran afició per les ciències naturals, l'art i la literatura va fer que es convertís en un gran expert en la geologia i entomologia malaguenyes. A ell se li deu la troballa de scheelita a la Serranía de Ronda. Va ser fundador en 1872 de la Societat Malaguenya de Ciències. La seva amistat amb el geòleg d'origen gadità José Macpherson (1839-1902), va influir granment en la seva personalitat científica. A les excursions geològiques que realitzaven aquests dos grans amics se sumava el seu fill Domingo, qui aviat va sentir aquesta gran afició a la geologia i a la microscòpia de la mà del seu pare.

## Formació
Domingo Orueta Duarte realitza a Màlaga els seus estudis primaris i els de perit químic, ampliant coneixements a Anglaterra. En 1880 ingressa a l'Escola d'Enginyers de Mines de Madrid, carrera que finalitza en 1885 com el número u de la seva promoció.
Sent encara estudiant, al desembre de 1884, van tenir lloc una sèrie de terratrèmols a Andalusia, que van afectar especialment a Granada i Màlaga. Orueta es trobava passant les seves vacances hivernals a la casa familiar malaguenya i va tenir oportunitat de conèixer directament sobre el terreny els danys produïts pels sismes. Amb un permís especial del Director de l'Escola de Mines va realitzar un informe en el qual destaca ja la relació de l'esdevingut amb les característiques geològiques de la zona, molt poc conegudes en aquests moments. Aquest informe va ser presentat en la Societat Malaguenya de Ciències i en la Societat Espanyola d'Història Natural.

## Activitat docent
Durant el curs 1884-1885, i per influència de Macpherson, imparteix classes de Geologia i Treball de Mines en la Institución Libre de Enseñanza a Madrid. Publica en el Butlletí d'aquesta institució els seus primers treballs científics, resultat de les seves observacions amb el microscopi.
Al començament del curs de 1893 s'incorpora com a professor de Geometria, Trigonometria i Topografia del primer any de carrera en l'Escola de Capatassos de Mines de Mieres. Aquesta Escola havia estat inaugurada en 1854, promoguda pel geòleg Guillermo Schulz (1805-1877).
En relació amb la seva activitat docent, en 1897 passa a impartir l'assignatura d'Electrotècnia, labor que continua fins a 1913.

## Activitats com a empresari
En 1889 sol·licita llicència il·limitada en el servei a l'Estat i, en dates no determinades, fixa la seva residència en Gijón. En 1893 lloga l'antiga fàbrica de sabó del Llano i la transforma en taller de forja (Fábrica de Hierros Forjados y Estampados). Posteriorment la va adquirir i la va transformar en Fàbrica Orueta, S. a. Un dels seus primers contractes va ser el subministrament per les mines d'Almadén (en aquell moment estatals) dels flascons de ferro per al transport del mercuri, cosa que va fer durant set anys amb un model patentat per ell mateix. Aquesta patent, la n. 14177, aviat aconseguiria èxit mundial per la qualitat del producte, no trigant massa temps a aconseguir el subministrament a mines d'Astúries, Granada i fins i tot Itàlia.
Comença igualment a fabricar eines i diferents elements per a les obres públiques, la mineria i els ferrocarrils, ja amb la fàbrica en propietat, amb el que va aconseguir una prosperitat econòmica notable. Així, en 1899, va sol·licitar patentar un procediment mecànic aplicat a la telegrafia sense fils la finalitat dels quals estava destinada a evitar els xocs de trens, a més de permetre la comunicació entre aquests combois en marxa. Els famosos Talleres Orueta van arribar a rebre, al juliol de 1909, a una il·lustre visitant: la infanta Isabel, més coneguda amb l'àlies de “La Chata”, filla d'Isabel II i princesa d'Astúries. Res més arribar a Gijón és nomenat també director de la Societat Fàbrica de Mieres, empresa constituïda en 1879 per a l'explotació d'hulla i la producció de ferro, l'activitat siderúrgica del qual es va estendre fins a la segona meitat del segle xx.

## Activitats en microscòpia,òpticai microfotografia
Alhora que s'ocupava dels seus negocis i de la docència en Mieres, Orueta continuava amb els seus treballs relacionats amb la microscòpia i amb la microfotografia. A la seva casa de Gijón tenia instal·lat un laboratori particular que, sense ànim de lucre, havia posat a la disposició de tot aquell que requerís aquest tipus de serveis. Un reportatge sobre aquestes instal·lacions va aparèixer a la Revista Minera (1/3/1911).
Va col·laborar amb les millors cases europees d'òptica, com les de Carl Zeiss i Glastechnische Laboratorium (Jena) o Watson & Sons i R. & J. Bech (Londres), cedint-los en algun cas les patents d'invenció de nous sistemes òptics. A manera d'exemple, en 1892 va construir un "aparell per a microfotografia instantània", i va cedir-ne la patent a la casa Carl Zeiss. Al Glastechnische Laboratorium li va cedir en 1897 el descobriment del "sistema i aparell per a la recerca òptica de l'espato fluor", l'objectiu del qual era determinar si els cristalls eren o no aplicables a la construcció de lents. Amb la casa Carl Zeiss va col·laborar en el disseny d'un aparell per a llum ultraviolada que es va emprar en microscòpia i que Orueta va instal·lar en el seu laboratori particular. A més d'això, la major part dels seus treballs sobre òptica requerien una muntura de microscopi capaç d'albergar diferents objectius, oculars, condensadors i altres elements òptics que no existien al mercat. És per això que Orueta va projectar una nova muntura que satisfeia plenament les seves necessitats, i que va ser construïda en els famosos laboratoris de l'enginyer Leonardo Torres Quevedo. En reconeixement de tota la seva obra, i especialment a aquella relativa a l'òptica industrial, la Universitat de Jena el va nomenar Doctor Honoris causa el 1925.
El fruit de les seves recerques en aquest camp ho va plasmar en una important monografia sobre la microscòpia (Microscopía. La teoría y manejo del microscopio, 1923). L'obra, publicada per la Junta d'Ampliació d'Estudis i Recerques Científiques va ser considerada en el seu temps com el millor treball publicat fins llavors a tot el món. El pròleg va ser a càrrec de Santiago Ramón y Cajal, qui reconeixia en ell la immensa valia que per al món científic suposava tal publicació. En aquesta obra Orueta recull tot el coneixement que havia reunit en relació amb el tema, havent realitzat a més importants aportacions a l'òptica industrial, millorant o inventant nous sistemes.
Orueta va traslladar el seu laboratori a la seva casa de Madrid el 1915 quan es va incorporar a les seves tasques com a vocal de l'Institut Geològic d'Espanya. Des de 1888 era soci de l'American Microscopical Society i de la United States Optical Society. També era soci de la Royal Microscopical Society de Londres. En aquesta última va presentar el seu nou aparell per a microfotografia amb el microscopi col·locat en qualsevol posició, i especialment en posició inclinada.
No només realitzava les fotografies de les seves preparacions petrográficas, sinó que també col·laborava amb altres investigadors en camps molt diferents del seu, experimentant nous mètodes de tinció i de fotografia. Luis Simarro va ser un usuari assidu de les instal·lacions de Orueta. Amb els plànols proporcionats per Orueta, Simarro va manar construir un banc òptic de llum monocromàtica, que es conserva actualment en la Facultat de Psicologia de la Universitat Complutense de Madrid.

## Descobriment deplatía Ronda (Espanya)
En la seva condició de membre del Cos d'Enginyers de Mines, el 15 de novembre de 1915 és nomenat vocal de l'Institut Geològic d'Espanya, cessant com a professor de l'Escola de Capatassos de Mieres. Uns dies abans, el 30 d'octubre de 1915, presenta en l'Institut d'Enginyers Civils, davant una audiència molt selecta, la gran troballa realitzada durant les seves recerques en Ronda (en col·laboració amb Santiago Piña de Rubíes, de l'Institut Nacional de Ciències): el descobriment de platí a Espanya. Fent gala d'una gran generositat, Orueta posa els seus resultats a lliure disposició de l'Estat, fet que va anar profusament lloat i comentat en totes les esferes científiques i públiques del país. La notícia d'aquest descobriment va despertar l'interès del Rei Alfons XIII, qui va encarregar a Orueta un estudi detallat des dels punts de vista econòmic i estratègic, ja que a més del platí existien indicis de crom i níquel, utilitzats en la fabricació d'armament i que Espanya importava d'altres països. Per a això es van incloure als pressupostos del Ministeri de Foment corresponents a 1916 i 1917, respectivament, la quantitat extraordinària de 150.000 pessetes per fer front a les recerques. Igualment, i per lleis de 8 de desembre de 1916 i 16 de novembre de 1917, l'Estat es va reservar els drets de recerca i explotació fins a 1919. Entre finals de 1915 i 1918 Orueta va dur a terme aquest encàrrec, estimant l'existència de 246.531 kg de platí en els rius Verde i Guadaiza, prop de San Pedro de Alcántara, a la província de Màlaga. A més d'això, les quantitats de níquel i crom prospectades cobririen amb escreix el proveïment d'aquestes substàncies a les fàbriques militars espanyoles. Malgrat els magnífics resultats de les recerques, el platí no es va arribar a explotar mai.
L'estudi del platí va ser dut a terme en campanyes entre 1915 i 1919. Com a oficina i allotjament dels enginyers es va utilitzar la casa de la fàbrica La Concepció, situada en el marge dret de riu Verd. Orueta es va instal·lar en la finca "El Cuscús", al barri del Ingenio de San Pedro de Alcantara.

## Recerca sobre jaciments de scheelita
Finalment, cal apuntar que Orueta, en companyia d'Enrique Rubio, va efectuar alguns sondejos buscant l'origen de la scheelita oposada pel seu pare, en deduir que aquelles scheelites trobades a Las Viñas en 1870 devien procedir d'algun lloc proper, trobant-lo al vessant d'un turó proper a Estepona (el turó del Lentisco), que més tard seria demarcat com a mina Conchita. Va descriure les mineralitzacions de scheelita com “uns dipòsits en forma de cilindres acabats en punta pels seus extrems i amb diàmetres que oscil·len entre 0,4 i 0,6 metres; les parets d'aquests tubs són de dolomia i estan farcits de sorres, serpentines, scheelita, bismutita, bismut natiu i un altre mineral, desconegut, en trossos laminares brillants”.

## Estudi geològic de la Serranía de Ronda
El 1913 sol·licita una llicència per dur a terme una de les seves grans obres: l'estudi geològic de la Serranía de Ronda (Màlaga), amb el suport de Luis Adaro y Magro (1849-1915), amic personal de Orueta i aleshores director de l'Institut Geològic i Miner d'Espanya. En aquesta sol·licitud de llicència, Orueta es comprometia a fer-se càrrec de totes les despeses ocasionades pel professor que el substituís, per no causar crebant econòmic algun a l'administració, la qual cosa dona una idea del seu caràcter altruista. Mentrestant, la Fàbrica Orueta de Gijón va prosperar de tal forma, que va proporcionar al seu fundador la independència econòmica necessària per escometre totes aquelles recerques que tenia pendents des de la seva joventut, com la que s'acaba de citar. La prosperitat econòmica que es va comentar anteriorment, i el seu desig de reprendre els estudis geològics, van fer que el 1915 es traslladés a viure a Madrid, deixant la fàbrica en mans del seu fill Manuel, també enginyer de mines.
L'"Estudio geológico y petrográfico de la Serranía de Ronda" (1917) és una de les seves obres mestres. Hi va analitzar les roques hipogèniques de la Regió muntanyenca de Ronda a través d'un treball petrogràfic exhaustiu que va exigir la realització de 500 làmines primes. Aquestes van ser estudiades amb un mètode molt modern per a l'època (microscopi binocular amb llum reflectida), i il·lustrades en part mitjançant microfotografies en colors realitzades segons una tècnica seva, amb ocupació de plaques autocromes.
Orueta va ser pioner a Espanya en la realització de microfotografies directes amb llum polaritzada en seccions primes de roques. Al llarg dels seus gairebé 600 pàgines, Orueta fa un detallat estudi geològic de la zona, rebutjant algunes teories científiques generalment acceptades llavors sobre la naturalesa de les roques, formulant noves hipòtesis sobre el seu origen i detallant minuciosament els treballs petrogràfics duts a terme per a la determinació de les mostres, presentant a més una profunda anàlisi sobre fenòmens de metamorfisme, orígens, història i teories sobre el mateix. Aquest descomunal treball serviria de base per a l'excursió científica organitzada amb motiu del XIV Congrés Geològic Internacional de maig de 1926, en el que Domingo de Orueta no hi va poder participar per morir uns mesos abans de la celebració.

## Funcions, càrrecs i reconeixements
El 10 de gener de 1887 ingressa en el Cos d'Enginyers de Mines, i realitza les pràctiques preceptives en la Ferrería Heredia de Màlaga.
- El 1915 és nomenat vocal de l'Institut Geològic d'Espanya.
- El 1916 és nomenat soci honorari de la Societat Malaguenya de Ciències.
- El 1918 és escollit President de la Reial Societat Espanyola de Física i Química.
- El 1923 President de la Reial Societat Espanyola d'Història Natural.
- El 1923 ingressa en la Reial Acadèmia de Ciències Exactes, Físiques i Naturals, amb un discurs sobre "Historia del microscopio y su aplicación en las Ciencias Naturales".[3]
- El 1922 sotsdirector de l'Institut Geològic d'Espanya, director el 1925.
- El 1923, va ser tscollit Inspector General i vocal en el Consell de Mineria.
- El 1924, és vicepresident de l'Associació d'Enginyers de Mines, organisme del qual era ja vocal des de 1918.

## Algunes publicacions
- Estudio geológico y petrográfico de la Serranía de Ronda, 1917
- Microscopía. La teoría y manejo del microscopio, 1923
- "El Platino", Conferencia pronunciada en el Instituto de Ingenieros Civiles de España el 30/10/1915 (Revista minera, metalúrgica y de ingeniería, núm 2519, 8/11/1915)

## Informació suplementària
- Sanchís, J.M., 2011. Domingo de Orueta y Duarte. Hastial, Revista digital de patrimonio minero ibérico. Ed. MTI, V1: 1-33.
- Rábano, I., Baeza, E., Lozano, R.P. y Carroza, J.A. 2007.
- Microfotografías de Domingo de Orueta y Duarte (1862-1926) en los fondos históricos del Museo Geominero (Instituto Geológico y Minero de España, Madrid). Boletín Geológico y Minero, 118 (4), 827-846.
- Rábano, I. 2008. Domingo de Orueta y Duarte (1862-1926) y la investigación del Platino en España. Boletín Geológico y Minero, 119 (4): 473-494.